# Акмаев, Ильдар Ганиевич
Ильда́р Гани́евич Акма́ев (также Игорь Геннадиевич; 3 августа 1930 — 20 марта 2018) — советский и российский эндокринолог, академик РАМН, академик РАН с 2013 г. — Отделение медицинских наук РАН. Заслуженный деятель науки Российской Федерации (2001).

## Биография
Родился 3 августа 1930 года в Москве.
Отец — Акмаев Гани Феткулович (1897—1964). Мать — Акмаева Марьям Беляевна (1908—1992). Супруга — Акрамова Диляра Халимовна (род. 1938), кандидат медицинских наук, доцент кафедры морфологии медико-биологического факультета РГМУ. Сын — Акмаев Рустам Ильдарович (род. 1977), врач акушер-гинеколог. Внучка — Виктория (род. 2001).
C отличием окончил лечебный факультет 2-го Московского медицинского института имени И. В. Сталина (1955), затем учился в аспирантуре на кафедре гистологии, в 1959 году защитил кандидатскую диссертацию.
Работал в лаборатории Института морфологии человека АМН СССР, затем — зав. лабораторией в Институте экспериментальной эндокринологии и химии гормонов АМН СССР. В 1975 году защитил докторскую диссертацию, доктор биологических наук, профессор.
Итоги исследований обобщил в монографиях «Структурные основы механизмов гипоталамической регуляции эндокринных функций» (1979), «Миндалевидный комплекс мозга: функциональная морфология и нейроэндокринология» (в соавторстве с Л. Б. Калимуллиной, 1993) и в книге «Нейроиммуноэндокринология гипоталамуса» (в соавторстве с В. В. Гриневич), и в многочисленных статьях.
В течение 10 лет возглавлял Институт экспериментальной эндокринологии ЭНЦ РАМН.
В 1988 году избран членом-корреспондентом АМН СССР, с 1994 года академик РАМН и заместитель академика-секретаря Отделения медико-биологических наук РАМН. Академик РАН с 2013 года — Отделение медицинских наук.
В 1995 году избран действительным членом Нью-Йоркской академии наук.
Похоронен на Хованском кладбище.

## Публикации
- Акмаев, Ильдар Ганиевич. Структурные основы механизмов гипоталамической регуляции эндокринных функций [Текст]. — М.: Наука, 1979. — 227 с. : ил.; 22 см.
- Акмаев, Ильдар Ганиевич. Миндалевидный комплекс мозга: функциональная морфология и нейроэндокринология / Рос. АН, Ин-т биологии развития им. Н. К. Кольцова. — М.: Наука, 1993. — 270,[2] с. : ил.; 22 см; ISBN 5-02-005736-3